# Convento de San Francisco (Valencia, Venezuela)
El Convento de San Francisco es una edificación antigua ubicada en la ciudad de Valencia, capital del estado Carabobo (Venezuela). Se trata de una de las edificaciones con mayor tradición histórica en la ciudad ya que ha cumplido numerosas funciones a través de los años, entre estas se cuentan el de ser Convento de San Francisco, posteriormente sede del Colegio Federal de Primera, luego sede de la Universidad de Valencia y más tarde de la Universidad de Carabobo.

## Historia
La licencia para la construcción del Convento de San Francisco en la ciudad de Valencia, antiguamente conocida como Nueva Valencia del Rey, fue concedida en el año de 1634. Esto la convierte en la edificación en pie más antigua de la localidad. El edificio fue inaugurado el 12 de noviembre del mismo año por Fray Juan de Gálvez y Fray Manuel Álvarez, llevando el nombre de Convento de la Recolección del Seráfico Doctor San Buenaventura desde el año 1702, cuando es declarado casa de recolección.
En 1638, el convento es elevado a guardianía. En el año de 1650 la edificación es reconstruida. Para 1750, el convento contaba con  una cátedra de gramática y una biblioteca.
El convento es visitado por el obispo Mariano Martí en el año 1778, el cual lo describe como una edificación de una sola planta, presentando claustros, patio central, celdas, enfermería, refectorio y galerías destinadas a la enseñanza de letras y latín. Es de esta manera la más antigua institución destinada a la educación de la población en la ciudad, y la más importante durante el período colonial. El convento se comunicaba con la contigua Iglesia de San Buenaventura mediante una puerta que terminaba en arco y que permitía el acceso a la desde el claustro conventual a los frailes franciscanos.
El Decreto de Cúcuta del año 1821 significó la supresión de la mayor parte de los conventos del país y el de San Francisco de Valencia no fue la excepción. En 1883, a causa de la elevación del "Colegio de Estudios Superiores de Valencia" a "Colegio Federal de Primera Categoría" por el General Antonio Guzmán Blanco, se decide que el convento sea su nueva sede en vez de la Casa de La Estrella como lo había sido hasta el momento; lo que llevó a que el edificio atravesase una de las más importantes transformaciones de su historia. 
Labor encomendada al Ingeniero Mariano Revenga, dichas modificaciones transforman por completo el aspecto de la edificación: Es edificada una planta superior, desapareciendo el nivel de los techos originales, y su fachada es transformada en la que actualmente ostenta. Ésta se dispone en dos niveles que se encuentran modulados por seis grandes columnas que alcanzan toda la altura de los dos pisos y enmarcan los balcones del superior. En el centro se encuentra el portón que da entrada al edificio, mientras que sobre este se encuentra un balcón y un frontis semicircular que destaca esta porción de la fachada.
En 1892, por decreto del entonces presidente Joaquín Crespo, el "Colegio Federal de Primera Categoría" que hasta ahora había funcionado en el antiguo convento pasa al rango de Universidad de Valencia, entrando en funciones al año siguiente. Allí se dictarían cuatro carreras: Derecho, Medicina, Ingeniería y Física. 
En 1895 comienzan las gestiones para la construcción del Paraninfo Universitario por parte del Rector Dr. Alejo Zuloaga. Este recinto es inaugurado el 6 de enero de 1897, contando con arañas, girándulas y candelabros traídos de Europa con estilo Baccarat; una gran alfombra que cubría todo el piso, cortinas de terciopelo y cenefas traídas de Inglaterra; sillería al estilo Luis XV proveniente de Nueva York; y tarimas, mesas y barandas elaboradas por artesanos nacionales. 
En el año de 1904, la Universidad de Valencia es cerrada por decreto del entonces presidente de Venezuela Cipriano Castro, pasando a cumplir funciones como Colegio Nacional de Varones y luego como el Liceo "Pedro Gual".
El edificio vuelve a tener sus funciones universitarias a partir del año 1958, cuando el 21 de marzo es reabierta la Universidad de Carabobo. En los años siguientes, se restauran las instalaciones del antiguo convento, el cual sigue fungiendo durante décadas como sede principal de la Facultad de Ciencias Jurídicas y Políticas de esta casa de estudios. 
Desde el 2 de agosto de 1960, el edificio pasa a ser Monumento Histórico Nacional, igualándose a otras numerosas edificaciones ubicadas en sus alrededores. Actualmente, en ella se encuentra el Instituto de Patrimonio Histórico de la Universidad de Carabobo y el Museo Universitario. Hasta el año 2002 funcionó allí la sede de la Facultad de Derecho de la Universidad de Carabobo.

## Arquitectura
El antiguo convento edificado en la colonia constaba de una sola planta dispuesta alrededor del claustro y el patio central. Junto a este, se encontraba la Capilla de San Buenaventura a la cual se accedía a través de una gran puerta rematada en arco de medio punto. El patio central constaba de columnas de estilo toscano que sostenían directamente las vigas del techo de madera, éstas adornadas con molduras. 
Con las remodelaciones sufridas para cumplir funciones educativas, fue tapiada la puerta por la que se accedía a la capilla, los suelos fueron cambiados, y desapareció la antigua techumbre para construir el segundo nivel de la edificación. La nueva techumbre era sostenida por delgadas columnas de madera, mientras que entre ellas se encontraba una balaustrada que servía de protección.
Los mayores cambios fueron los que se realizaron en la fachada, ostentando desde este momento un estilo ecléctico, con seis enormes columnas que abarcaban los dos pisos y entre las cuales, se encontraban ventanas (en el piso inferior) y balcones (en el piso superior). La entrada fue ubicada en el centro de la fachada, y la constituye una gran portada con zaguán. Superior a dicha portada está un balcón sobre el cual se encuentra el elemento decorativo más importante de la fachada: un frontis semicircular y que ostenta molduras muy ornamentadas, bajo la cual se encuentra un entablamento con rosetones y dentículos; terminando la decoración una balaustrada en el extremo superior de la fachada.

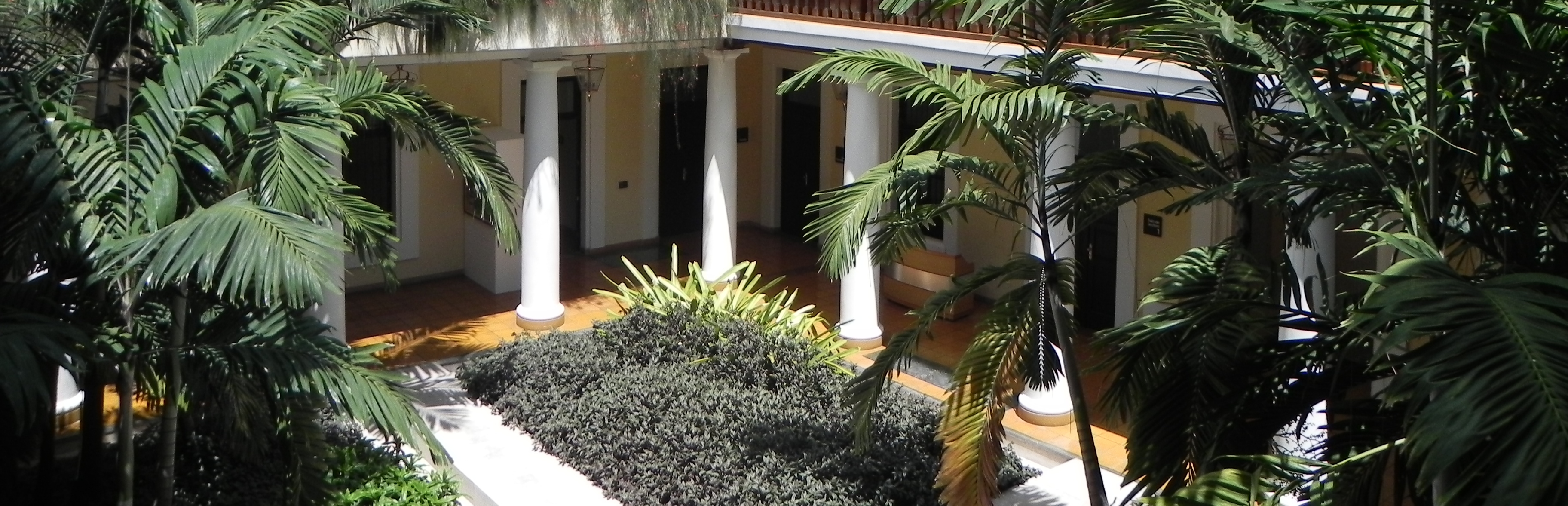
Vista del antiguo claustro del convento, uno de los últimos recuerdos de su pasado colonial